# Collegio di Birmingham Yardley
Birmingham Yardley è un collegio elettorale situato a Birmingham, nelle Midlands Occidentali, e rappresentato alla Camera dei comuni del Parlamento del Regno Unito. Elegge un membro del parlamento con il sistema first-past-the-post, ossia maggioritario a turno unico; l'attuale parlamentare è Jess Phillips del Partito Laburista, che rappresenta il collegio dal 2015.

## Estensione

Birmingham Yardley dal 2010 al 2024

- 1918–1950: i ward del County Borough di Birmingham di Saltley, Small Heath e Yardley.
- 1950–1983: i ward del County Borough di Birmingham di Acocks Green, Sheldon e Yardley.
- 1983–2010: i ward della Città di Birmingham di Acocks Green, Sheldon e Yardley.
- 2010–2024: i ward della Città di Birmingham di Acocks Green, Sheldon, South Yardley e Stechford and Yardley North.
- dal 2024: i ward della Città di Birmingham di Acocks Green; Sheldon; Small Heath; South Yardley; Tyseley and Hay Mills; Yardley East e Yardley West and Stechford.[1]

## Membri del parlamento
| Elezione | Elezione      | Deputato           | Partito      |
| -------- | ------------- | ------------------ | ------------ |
|          | 1918          | Alfred Jephcott    | Conservatore |
|          | 1929          | Archibald Gossling | Laburista    |
|          | 1931          | Edward Salt        | Conservatore |
|          | 1945          | Wesley Perrins     | Laburista    |
| 1950     | Henry Usborne |                    | Laburista    |
|          | 1959          | Leonard Cleaver    | Conservatore |
|          | 1964          | Ioan Evans         | Laburista    |
|          | 1970          | Derek Coombs       | Conservatore |
|          | Feb 1974      | Syd Tierney        | Laburista    |
|          | 1979          | David Bevan        | Conservatore |
|          | 1992          | Estelle Morris     | Laburista    |
|          | 2005          | John Hemming       | Lib Dem      |
|          | 2015          | Jess Phillips      | Laburista    |

## Elezioni

### Elezioni negli anni 2020
| Partito                    | Partito                                | Candidato                  | Risultati 4 luglio 2024 | Risultati 4 luglio 2024 |
| Partito                    | Partito                                | Candidato                  | Voti                    | %                       |
| -------------------------- | -------------------------------------- | -------------------------- | ----------------------- | ----------------------- |
|                            | Laburista                              | Jess Phillips              | 11 275                  | 31,19                   |
|                            | Workers                                | Jody McIntyre              | 10 582                  | 29,28                   |
|                            | Reform UK                              | Nora Kamberi               | 5 061                   | 14,00                   |
|                            | Conservatore                           | Yvonne Clements            | 3 634                   | 10,05                   |
|                            | Lib Dem                                | Roger Harmer               | 3 634                   | 10,05                   |
|                            | Verdi                                  | Roxanne Green              | 1 958                   | 5,42                    |
|                            |                                        |                            |                         |                         |
| Iscritti                   | Iscritti                               | Iscritti                   | 73 203                  | 100,00                  |
| ↳ Votanti (% su iscritti)  | ↳ Votanti (% su iscritti)              | ↳ Votanti (% su iscritti)  | 36 144                  | 49,38                   |
| ↳ Astenuti (% su iscritti) | ↳ Astenuti (% su iscritti)             | ↳ Astenuti (% su iscritti) | 37 059                  | 50,62                   |
|                            |                                        |                            |                         |                         |
|                            | Esito: collegio confermato a Laburista |                            |                         |                         |

### Elezioni negli anni 2010
| Partito                    | Partito                                | Candidato                  | Risultati 12 dicembre 2019 | Risultati 12 dicembre 2019 |
| Partito                    | Partito                                | Candidato                  | Voti                       | %                          |
| -------------------------- | -------------------------------------- | -------------------------- | -------------------------- | -------------------------- |
|                            | Laburista                              | Jess Phillips              | 23 379                     | 54,78                      |
|                            | Conservatore                           | Vincent Garrington         | 12 720                     | 29,80                      |
|                            | Lib Dem                                | Roger Harmer               | 3 754                      | 8,80                       |
|                            | Brexit                                 | Mary McKenna               | 2 246                      | 5,26                       |
|                            | Verdi                                  | Christopher Garghan        | 579                        | 1,36                       |
|                            |                                        |                            |                            |                            |
| Iscritti                   | Iscritti                               | Iscritti                   | 74 704                     | 100,00                     |
| ↳ Votanti (% su iscritti)  | ↳ Votanti (% su iscritti)              | ↳ Votanti (% su iscritti)  | 42 785                     | 57,27                      |
| ↳ Astenuti (% su iscritti) | ↳ Astenuti (% su iscritti)             | ↳ Astenuti (% su iscritti) | 31 919                     | 42,73                      |
|                            |                                        |                            |                            |                            |
|                            | Esito: collegio confermato a Laburista |                            |                            |                            |

| Partito                    | Partito                                | Candidato                  | Risultati 8 giugno 2017 | Risultati 8 giugno 2017 |
| Partito                    | Partito                                | Candidato                  | Voti                    | %                       |
| -------------------------- | -------------------------------------- | -------------------------- | ----------------------- | ----------------------- |
|                            | Laburista                              | Jess Phillips              | 25 398                  | 57,07                   |
|                            | Conservatore                           | Mohammed Afzal             | 8 824                   | 19,83                   |
|                            | Lib Dem                                | John Hemming               | 7 984                   | 17,94                   |
|                            | UKIP                                   | Paul Clayton               | 1 916                   | 4,31                    |
|                            | Verdi                                  | Christopher Garghan        | 280                     | 0,63                    |
|                            | Indipendente                           | Abu Nowshed                | 100                     | 0,22                    |
|                            |                                        |                            |                         |                         |
| Iscritti                   | Iscritti                               | Iscritti                   | 72 597                  | 100,00                  |
| ↳ Votanti (% su iscritti)  | ↳ Votanti (% su iscritti)              | ↳ Votanti (% su iscritti)  | 44 502                  | 61,30                   |
| ↳ Astenuti (% su iscritti) | ↳ Astenuti (% su iscritti)             | ↳ Astenuti (% su iscritti) | 28 095                  | 38,70                   |
|                            |                                        |                            |                         |                         |
|                            | Esito: collegio confermato a Laburista |                            |                         |                         |

| Partito                    | Partito                                      | Candidato                  | Risultati 7 maggio 2015 | Risultati 7 maggio 2015 |
| Partito                    | Partito                                      | Candidato                  | Voti                    | %                       |
| -------------------------- | -------------------------------------------- | -------------------------- | ----------------------- | ----------------------- |
|                            | Laburista                                    | Jess Phillips              | 17 129                  | 41,62                   |
|                            | Lib Dem                                      | John Hemming               | 10 534                  | 25,60                   |
|                            | UKIP                                         | Paul Clayton               | 6 637                   | 16,13                   |
|                            | Conservatore                                 | Arun Photay                | 5 760                   | 14,00                   |
|                            | Verdi                                        | Grant Bishop               | 698                     | 1,70                    |
|                            | Respect                                      | Teval Stephens             | 187                     | 0,45                    |
|                            | TUSC                                         | Eamonn Flynn               | 135                     | 0,33                    |
|                            | SDP                                          | Peter Johnson              | 71                      | 0,17                    |
|                            |                                              |                            |                         |                         |
| Iscritti                   | Iscritti                                     | Iscritti                   | 72 099                  | 100,00                  |
| ↳ Votanti (% su iscritti)  | ↳ Votanti (% su iscritti)                    | ↳ Votanti (% su iscritti)  | 41 313                  | 57,30                   |
| ↳ Astenuti (% su iscritti) | ↳ Astenuti (% su iscritti)                   | ↳ Astenuti (% su iscritti) | 30 786                  | 42,70                   |
|                            |                                              |                            |                         |                         |
|                            | Esito: collegio passa da Lib Dem a Laburista |                            |                         |                         |

| Partito                    | Partito                              | Candidato                  | Risultati 6 maggio 2010 | Risultati 6 maggio 2010 |
| Partito                    | Partito                              | Candidato                  | Voti                    | %                       |
| -------------------------- | ------------------------------------ | -------------------------- | ----------------------- | ----------------------- |
|                            | Lib Dem                              | John Hemming               | 16 162                  | 39,56                   |
|                            | Laburista                            | Lynnette Kelly             | 13 160                  | 32,22                   |
|                            | Conservatore                         | Meirion Jenkins            | 7 836                   | 19,18                   |
|                            | BNP                                  | Tanya Lumby                | 2 153                   | 5,27                    |
|                            | UKIP                                 | Graham Duffen              | 1 190                   | 2,91                    |
|                            | Fronte Nazionale                     | Paul Morris                | 349                     | 0,85                    |
|                            |                                      |                            |                         |                         |
| Iscritti                   | Iscritti                             | Iscritti                   | 72 300                  | 100,00                  |
| ↳ Votanti (% su iscritti)  | ↳ Votanti (% su iscritti)            | ↳ Votanti (% su iscritti)  | 40 850                  | 56,50                   |
| ↳ Astenuti (% su iscritti) | ↳ Astenuti (% su iscritti)           | ↳ Astenuti (% su iscritti) | 31 450                  | 43,50                   |
|                            |                                      |                            |                         |                         |
|                            | Esito: collegio confermato a Lib Dem |                            |                         |                         |

### Elezioni negli anni 2000
| Partito                    | Partito                                      | Candidato                  | Risultati 5 maggio 2005 | Risultati 5 maggio 2005 |
| Partito                    | Partito                                      | Candidato                  | Voti                    | %                       |
| -------------------------- | -------------------------------------------- | -------------------------- | ----------------------- | ----------------------- |
|                            | Lib Dem                                      | John Hemming               | 13 648                  | 46,37                   |
|                            | Laburista                                    | Jayne Innes                | 10 976                  | 37,29                   |
|                            | Conservatore                                 | Paul Uppal                 | 2 970                   | 10,09                   |
|                            | BNP                                          | Robert Purcell             | 1 523                   | 5,17                    |
|                            | UKIP                                         | Mohammed Yaqub             | 314                     | 1,07                    |
|                            |                                              |                            |                         |                         |
| Iscritti                   | Iscritti                                     | Iscritti                   | 51 006                  | 100,00                  |
| ↳ Votanti (% su iscritti)  | ↳ Votanti (% su iscritti)                    | ↳ Votanti (% su iscritti)  | 29 431                  | 57,70                   |
| ↳ Astenuti (% su iscritti) | ↳ Astenuti (% su iscritti)                   | ↳ Astenuti (% su iscritti) | 21 575                  | 42,30                   |
|                            |                                              |                            |                         |                         |
|                            | Esito: collegio passa da Laburista a Lib Dem |                            |                         |                         |

| Partito                    | Partito                                | Candidato                  | Risultati 7 giugno 2001 | Risultati 7 giugno 2001 |
| Partito                    | Partito                                | Candidato                  | Voti                    | %                       |
| -------------------------- | -------------------------------------- | -------------------------- | ----------------------- | ----------------------- |
|                            | Laburista                              | Estelle Morris             | 14 085                  | 46,93                   |
|                            | Lib Dem                                | John Hemming               | 11 507                  | 38,34                   |
|                            | Conservatore                           | Barrie Roberts             | 3 941                   | 13,13                   |
|                            | UKIP                                   | Alan Ware                  | 329                     | 1,10                    |
|                            | Laburista Socialista                   | Colin Wren                 | 151                     | 0,50                    |
|                            |                                        |                            |                         |                         |
| Iscritti                   | Iscritti                               | Iscritti                   | 52 466                  | 100,00                  |
| ↳ Votanti (% su iscritti)  | ↳ Votanti (% su iscritti)              | ↳ Votanti (% su iscritti)  | 30 013                  | 57,20                   |
| ↳ Astenuti (% su iscritti) | ↳ Astenuti (% su iscritti)             | ↳ Astenuti (% su iscritti) | 22 453                  | 42,80                   |
|                            |                                        |                            |                         |                         |
|                            | Esito: collegio confermato a Laburista |                            |                         |                         |

## Risultati dei referendum

### Referendum sulla permanenza del Regno Unito nell'Unione europea del 2016
|             | Collegio           | Lasciare UE % | Rimanere in UE % |
| ----------- | ------------------ | ------------- | ---------------- |
|             | Birmingham Yardley | 60,1%         | 39,9%            |
| Inghilterra | 53,3%              | 46,7%         |                  |
| Regno Unito | 51,9%              | 48,1%         |                  |